# Richard Grieco
 (mai 2019).
Si vous disposez d'ouvrages ou d'articles de référence ou si vous connaissez des sites web de qualité traitant du thème abordé ici, merci de compléter l'article en donnant les références utiles à sa vérifiabilité et en les liant à la section « Notes et références ».
Pour les articles homonymes, voir Grieco.
Richard Grieco, né le 23 mars 1965 à Watertown, dans l'État de New York, est un acteur et ancien mannequin américain.

## Biographie
Il est né d'un père italien (Richard Grieco Sr.) et d'une mère irlandaise (Carolyn O'Reilly). Il a été modèle pour Armani, Calvin Klein et Chanel. Il est célibataire et vit à Los Angeles en Californie. Grieco possède une collection de voitures des années 1980.
Né à Watertown, au nord de l'État de New York, Grieco a joué au  football américain pour l'Université de Central Connecticut State. Après le mannequinat, il apprend la comédie. Il joue Rick Gardner dans On ne vit qu'une fois de 1985 à 1987. En 1988, Grieco joue le rôle du detective Dennis Booker dans la série 21 Jump Street et son spinoff Booker.  Au cinéma, Grieco fait ses débuts en 1991 dans Espion junior et apparaît par la suite dans de nombreux films. Il joue également dans des séries TV en 1995 et interprète son propre rôle en 1998 dans A Night at the Roxbury.
Il est sorti avec Adeline Blondieau en 1992 puis avec une autre actrice de On ne vit qu'une fois, Yasmine Bleeth en 2001. Richard et Yasmine ont également joué ensemble dans le film Heaven or Vegas et dans le téléfilm Ultimate Deception en 1999.
Il entame une carrière de chanteur en 1994 avec le groupe The Dunmore Band. Il signe pour un label allemand et sort un disque, Waiting for the Sky to Fall, en 1995. Plus tard il s'associe au manager de musique Cheryl Bogart et forme le groupe Wasteland Park en 2004.

## Pop culture
Grieco est idolâtré par Chau Presley, un personnage joué par John Cho dans la sitcom Off Centre. Chau y rencontre Grieco et échange avec l'acteur son T-shirt Oingo Boingo dans une file d'attente devant une caisse d'un supermarché (1x8 :L’argent des vacances). Plusieurs références à Grieco et ses films (particulièrement Point Doom) sont faites tout au long de la série.

## Filmographie

### Cinéma
- 1991 : Espion junior : Michael Corben
- 1991 : Les Indomptés : Bugsy Siegel
- 1993 : Tomcat: Dangerous Desires : Tom
- 1995 : The Demolitionist : Mad Dog Burne
- 1995 : Bolt : Bolt (vidéo)
- 1995 : Suspicious Agenda : Tony Castagne
- 1997 : Against the Law : Rex
- 1997 : The Journey: Absolution : Le sergent Bradley
- 1997 : Mutual Needs : Brandon Collier
- 1998 : Blackheart : Ray
- 1998 : Sinbad: The Battle of the Dark Knights : Sinbad
- 1998 : Une nuit au Roxbury : Lui-même
- 1998 : The Gardener : Dean
- 1999 : Heaven or Vegas : Navy
- 2000 : Les Traces de l'ange : Michael Killan
- 2000 : Point Doom : Rick Hansen
- 2001 : Vital Parts : Ty Kinnick
- 2000 : Final Payback : Joey Randall
- 2001 : Manhattan Midnight : Midnight
- 2001 : Death, Deceit & Destiny Aboard the Orient Express : Jack Chase
- 2001 : Last Cry : J.C. Gale (vidéo)
- 2001 : Sweet Revenge : Frank
- 2002 : Fish Don't Blink : Pete
- 2003 : Evil Breed: The Legend of Samhain : Mark
- 2004 : Dead Easy : Simon Storm
- 2005 : Kiss Kiss Bang Bang : L'acteur de série B (non crédité)
- 2006 : Forget About It : Anthony Amato
- 2007 : Raiders of the Damned : Dr. Lewis
- 2013 : AE: Apocalypse Earth : Capitaine Sam Crowe
- 2014 : 22 Jump Street : Booker
- 2014 : After Midnight : Dr. Sam Hubbard
- 2015 : Cats Dancing on Jupiter : Derek Stockton
- 2015 : A House Is Not a Home : Rafkin

### Télévision

#### Séries télévisées
- 1985-1987 : On ne vit qu'une fois : Rick Gardner
- 1988 : Madame est servie : Maurizio (saison 4 épisode 14)
- 1988-1989 : 21 Jump Street : L'inspecteur Dennis Booker
- 1989-1990 : Booker : L'inspecteur Dennis Booker
- 1995 : Marker : Richard DeMorra
- 2001 : Sexe et Dépendances : lui-même
- 2006-2007 : Veronica Mars : Steve Botando (saison 3 épisodes 5,12,14)

#### Téléfilms
- 1993 :  Born to Run : Nicky Donatello
- 1994 : La victime (Sin & Redemption) : Jim McDaniels
- 1994 : A Vow to Kill : Eric
- 1995 : It Was Him or Us : Gene Shepard
- 1996 : Inhumanoid : Adam
- 1997 : When Time Expires : Travis Beck
- 1998 : Captive : Joe Goodis
- 1999 : Au-delà de l'obsession : Bobby Woodkin
- 2003 : Book Of Days : Finch
- 2003 : La Reine des prédateurs : Deanh
- 2004 : Phantom Force : Mark Dupree
- 2011 : Almighty Thor : Loki